# Lucasioides nebulosus
Lucasioides nebulosus là một loài chân đều trong họ Trachelipodidae. Loài này được Nunomura miêu tả khoa học năm 2000.